# Quadro de medalhas dos Jogos Sul-Americanos de 2010
O quadro de medalhas dos Jogos Sul-Americanos de 2010 é uma lista que classifica os Comitês Olímpicos Nacionais de acordo com o número de medalhas conquistadas neste evento realizado na cidade de Medellín, na Colômbia. 

## O quadro
O quadro de medalhas é classificado de acordo com o número de medalhas de ouro, estando as medalhas de prata e bronze como critérios de desempate, para o caso de haver empate no montante das doradas conquistadas.
     País-sede destacado.
| Ordem | País                | Medalha de ouro | Medalha de prata | Medalha de bronze | Total |
| ----- | ------------------- | --------------- | ---------------- | ----------------- | ----- |
| 1     | Colômbia            | 145             | 125              | 104               | 374   |
| 2     | Brasil              | 129             | 119              | 101               | 349   |
| 3     | Venezuela           | 89              | 80               | 96                | 265   |
| 4     | Argentina           | 57              | 73               | 107               | 237   |
| 5     | Chile               | 25              | 32               | 52                | 109   |
| 6     | Peru                | 19              | 18               | 33                | 70    |
| 7     | Equador             | 16              | 21               | 59                | 96    |
| 8     | Bolívia             | 2               | 1                | 8                 | 11    |
| 9     | Uruguai             | 1               | 8                | 4                 | 13    |
| 10    | Paraguai            | 1               | 7                | 4                 | 12    |
| 11    | Guiana              | 1               | 1                | 2                 | 4     |
| 12    | Antilhas Holandesas | 1               |                  | 3                 | 4     |
| 13    | Aruba               |                 |                  | 2                 | 2     |
| 13    | Panamá              |                 |                  | 2                 | 2     |
| 13    | Suriname            |                 |                  | 2                 | 2     |
| TOTAL | TOTAL               | 486             | 485              | 580               | 1 551 |